# Ойтен
Ойтен (нем. Oyten) — община в Германии, в земле Нижняя Саксония.
Входит в состав района Ферден. Население составляет 15 450 человек (на 31 декабря 2010 года). Занимает площадь 63,45 км².